# مرات
مرات هي مدينة سعودية والمركز الإداري لمحافظة مرات التابعة لمنطقة الرياض، تبعد عن الرياض مسافة 170 كيلو تقريبا.

## التسمية
كانت تكتب قديماً وتسمى مراة، ولكن الكتابة الدارجة هي ـ مرات، وهي مدينة جاهلية لم يعرف تاريخ إنشائها، وكذلك سبب تسميتها بهذا الاسم وقيل بأن سبب تسميتها أنه أطلق عليها اسم (مرآة، الوشم) تظهر على القادمين من جهة الشرق، قيل نسبة للشاعر الذي كان يسكـنها امرؤ القيس الكندي الشاعر المعروف، وقيل نسبة إلى امرئ القيس التميمي، وقيل إنها جمع (مرو)، والمرو عبارة عن منطقة مليئة بالأحجار الصغيرة، والمدينة تشتهر بهذه المناطق، وتجمع (مروت أو أمرات)، وأن الألف حذفت مع مر السنين وصارت تنطق (مرات)، وهذا يدل على أن مرات بلدة قديمة نشأت في العصر الجاهلي.

## نبذة عن المحافظة
يقول الكاتب والأديب والمؤرخ: عبد الله الضويحي
- أن مرات إحدى أقدم المدن في الجزيرة العربية حيث كانت مركزاً مهماً في عصر ما قبل الإسلام (العصر الجاهلي) وكانت مرات التي تقع في وسط الجزيرة العربية عاصمة لدولة كندة، كما كان من سكانها الأوائل الشاعر العربي المعروف امرؤ القيس.

مرات لها ذكر في كتب التراث. ويقال: إن قبيلة امرئ القيس من تميم كانوا بادية ثم تحضروا بالتدريج ويبدو أنهم استوطنوها في عهد أبي بكر الصديق، قال ياقوت الحموي (مَرأةُ: بالفتح للفظ المرأة من النساء قرية بني امرئ القيس بن زيد مناة بن تميم باليمامة سميت بشطر اسم امرئ القيس بينها وبين ذات غِسل مرحلة ولما قتل مسيلمة وصالح مُجاعةُ خالداً على اليمامة لم تدخل مرأة في الصلح فسُبي أهلها وسكنها حينئذ بنو امرئ القيس بن زيد مناة بن تميم فعمروا ما والاها حتى غلبوا عليها.
وامتدت إليها يد الإصلاح والبناء والتطور منذ بداية عهد موحد الجزيرة الملك عبد العزيز بن عبد الرحمن آل سعود. وفي عام 1345هـ أمر بوضع محطة لاسلكي (مبرقة) تقوم بإرسال واستقبال المخابرات والبرقيات وغيرها، إضافة إلى بناء قصر حكومي ( قصر الملك عبد العزيز بمرات ) ووضعت معظم الدوائر فيه كالشرطة واللاسلكي والبريد والسجن ومحطة تخزين البنزين، وأصبح متحداً عن نطق العمران وعلى طريق الحجاز ومركزاً مهماً لمرور السيارات وأصبحت مرات محطة استرخاء لعبور السيارات القادمة من الرياض أو من الحجاز.

## التاريخ

(بئر الصحابي خالد بن الوليد رضي الله عنه).18\06\1434هـ April,28,2013

مرات بلدة أثرية قديمة لا يعرف زمن إنشائها، تبعد عن مدينة الرياض، إلى الشمال الغربي، 150 كيلاً تقريباً، يخترقها طريق الحجاز القديم، فقد كانت سوقاً تجارية كبيرة تقدم فيها جميع خدمات المسافرين في جميع الاتجاهات، ومحطة استرخاء للحجاج القادمين من الشرق، وبعد تطور المدينة، أخذت في الاتساع والتمدد نحو الغرب والشمال والجنوب الغربي من موقعها القديم، حتى أصبحت تتكون من مخططات وأحياء جديدة مستكملة المرافق من الشوارع والمدارس والخدمات الأخرى.
جاءت تسمية مرات بتاء مربوطة، وجاءت كذلك بتاء مفتوحة، وقد تضاربت كتب الأدب والتاريخ في كتابتها. وأما عن أصل الكلمة فقد قيل: إن مرات مشتقة من اسم امرئ القيس الكندي، وقيل من اسم امرئ القيس التميمي، وفي تسميتها بهذين الاسمين عدة أقوال:
- يقول فؤاد شاكر في كتابه «رحلة الربيع» ما معناه: إن «مرات» كان اسمها «المقراة» ولا غرابة أن تختفي القاف بمرور الزمن لتصبح «مرات» مؤكداً أنها بلد الشاعر امرئ القيس الكندي بدليل قول الأخير:

وخلاف ذلك، فقد أورد الحافظ ابن عساكر أن هذه المواقع معروفة في «حوران». وقد ذكر المؤرخ سعد الجنيدل أن هناك مكانا آخر باسم «المقراة» قريب من حومل وتوضح، وتقع هذه الأماكن شمال مرات بمسافة طويلة.
وذكر الدكتور محمد بن سعد الدلقان شيئاً من هذا معللاً بوجود مكان يقال له «المقراة» بالقرب من شقراء. ويقول فؤاد حمزة: إن تسمية مرات مشتقة من اسم امرئ القيس الكندي الذي امتدت مملكة أبيه وسط الجزيرة العربية مما جعل الشاب يسرح ويمرح في شمالها إلى جنوبها، ويرحل مع صويحباته في أرجائها. وقد تكون مرات محطة من محطاته الرئيسة التي يستقر فيها فترة من الزمن.
وتحدث يوسف الحميدان بأن مرات قرية امرئ القيس الكندي شاعر نجد وشاعر العرب أيضاً. إلى أن يقول: ولعل «كميت» هذا والغدير يحفظان في أخبارهما أيام ذلك الشاعر على ظهريهما.
أما ابن بليهد فيؤكد أنها بلد امرئ القيس التميمي ويقول: إن كانت الشمس تلتبس على أحد فهذا موضوع يلتبس علينا، ولو أن كميت الجبل المطل عليها ينطق لأقسم إنه لم يسكن بهذه البلدة امرؤ القيس الكندي، بل ولم يمر بها في تجولاته، لأنه لم يذكر من المواضع موضعا قريباً منها، ولا في جميع نواحيها، ومن ذكر من أهل العجم أو من الكتّاب أن الدخول وحومل وتوضح والمقراة ومأسلا ودارة جلجل في اليمامة فقد أخطأ، وغلطه أعظم من غلط من قال: إن مرات هي بلد امرئ القيس الكندي، بل المواضع التي مر ذكرها موجودة بأسمائها، يرى بعضها من بعض، وهي في عالية نجد الجنوبية منها، وبلدة (مرات) هي إحدى قرى الوشم من جهته الجنوبية، ويستطرد قائلاً: أحب أن أشير إلى خطأ وقع فيه كثير من الباحثين في المواضع، وهو الاعتقاد أن بلد الشاعر صاحب المعلقة هو: (مرات) المعروفة في منطقة الوشم. ومنشأ هذا الخطأ: أن (مرات) قد نسبت في بعض مؤلفات القدامى إلى امرئ القيس، ولكن اسم امرئ القيس اسم شائع في العهد الجاهلي، واشتهر به كثير من الشعراء.
وفي حدود سنة 1340هـ، وفد إلى (مرات) رحالة هندي يسأل عن (جبل كميت)، وعن مكان قبر امرئ القيس مستنداً في ذلك إلى أنه يحمل كتاباً ذكر فيه هذا القبر. وقد يكون هذا القبر قبر امرئ القيس إلا أنه ليس امرأ القيس الكندي المعروف تاريخياً؛ لأنه لم يقبر (في مرات)، فقد ذهب إلى بلاد الروم حينما وصله نبأ مقتل والده، واستشار قيصر في الأخذ بثأر أبيه في قوله:
ولكن قيصر بعدما أنجده خاف من بطشه نتيجة وشاية وصلت إليه من بعض المقربين منه، فأرسل إليه هدية هي حلة محلاة بماء الذهب، وعندما لبسها تساقط لحمه، وتبددت الجروح في جسده، فألجأه الموت إلى جنب قبر امرأة عند جبل يقال له (عسيب) بأرض الروم (تركيا حالياً) فكتب هنالك شعراً.
وقد مات هناك. وهذا دليل واضح على أن امرأ القيس الكندي لم يمت (في مرات) كما زعم بعض الكتاب، كما لا توجد أي علاقة لهذا الشاعر تشير إلى أنه هو المقصود بامرئ القيس الكندي (صاحب المعلقة) لا علاقة له بهذه البلدة، وفي جميع التراجم والكتب المتحدثة عنه وعن مولده وشعره ووفاته لم يرد ما يعزز وهم أولئك الكتاب الذين نسبوه إلى (مرات). والحقيقة أن اسم امرئ القيس شائع في العهد الجاهلي، واشتهر به عدد من الشعراء وغيرهم.
ففي (ديوان امرئ القيس) للأستاذ حسن السندوبي مقدمة ماتعة عن أخبار (المراقسة) استخلص فيها مجموعة كبيرة من الأسماء تربو على خمسة وعشرين شخصاً، كلهم يطلق عليهم اسم امرئ القيس استخلصها من مراجع كثيرة وقد ذكر السيوطي في (المزهر)، واليسوعي في (شعراء النصرانية) عدداً كثيراً منهم، وما ذكر في مؤلفات أسلافنا صحيح وموثق، لكن امرأ القيس الذي نسبت إليه (مرات) ليس امرأ القيس بن حجر الكندي، وقد يكون منشأ هذا الخطأ من الاغترار بذكر امرئ القيس، وإنما هو امرؤ القيس بن زيد مناة بن تميم، وتميم هم سكان الوشم في العهد القديم، فمرات لبني امرئ القيس، وثرمداء لبني سعد، وأثيفية لبني يربوع من بني حنظلة الذين منهم بلال الشاعر، وذات غسل لبني العنبر. مما تقدم يتضح لنا أن امرأ القيس بن حجر الكندي الشاعر المشهور لم يسكن مرات المعروفة في بلاد الوشم.
أما الفريق الآخر فينسبها إلى امرئ القيس بن زيد مناة ابن تميم، ففي معجم البلدان (وامرأة بالفتح - بلفظ المرأة من النساء - قرية بني امرئ القيس بن زيد مناة بن تميم باليمامة، بشطر اسم امرئ القيس، بينها وبين ذات غسل مرحلة، على طريق النباج، ولما قتل مسيلمة، وصالح مجاعة خالداً على اليمامة لم تدخل (مرأة) في الصلح فسبي أهلها، وسكنها حينئذ بنو امرئ القيس بن زيد مناة بن تميم فعمروا ما والاها حتى غلبوا عليها).
وفي معجم ما استعجم: (ومرأة - بفتح أوله على لفظ الواحدة من النساء - قرية كان يسكنها هشام المرئي).
وفي معجم اليمامة: (ومرأة ذكرت في كتب المنازل والديار، فهي بلاد امرئ القيس بن تميم، وقد وهم بعض الباحثين فظنها بلاد امرئ القيس بن حجر الكندي).
وفي بلاد العرب للأصفهاني (وجل الوشم لبني امرئ القيس: مرأة، وثرمداء، وأثيفية، والقصيبة، وذات غسل، والشقراء، وأشيقر).
وورد في الأغاني: (مرأة منزل لامرئ القيس بن زيد مناة به ماء ونخل).
وقد أكد كل من العلامة حمد الجاسر والدكتور صالح العلي، على قول امرئ القيس بأنه: امرؤ القيس بن زيد مناة بن تميم.
كما نهج الهمذاني هذا المسلك مؤكداً أن امرأ القيس هو (امرؤ القيس التميمي). وأثبت الأديب عبد الله بن خميس في جميع كتاباته عن (مرات) أن المقصود هو امرؤ القيس بن زيد مناة التميمي من قبيلة (تميم) في الوشم.
يتضح مما تقدم أن (مرات) بلدة قديمة ولا يعرف تاريخ إنشائها بالضبط، وهل تنسب إلى امرئ القيس الكندي أم التميمي؟ وكلاهما جاهليان، ويوجد فيها من المعالم التاريخية ما يؤكد ذلك، كبئر الوليدي نسبة إلى خالد بن الوليد -رضي الله عنه- ولاتزال موجودة حتى الآن. قيل: إنه أمر بحفرها عند مروره (بمرات) في طريقه إلى حروب الردة ومحاربة (مسيلمة الكذاب) في اليمامة. وسيرد ذكرها بالتفصيل مع ذكر المعالم الأثرية بمرات. وقد مر ذكر بلدة (مرات) في كتاب الأصفهاني (بلاد العرب)، وهو من علماء القرن الرابع الهجري(356هـ/ 967م) وأيضاً عند الهمداني (334هـ) في كتابه (صفة جزيرة العرب)، وقد حددا موقع كل موضع مر بهما اسمه، وقد أخذ عنهما فيما يبدو ياقوت الحموي (574هـ - 626هـ ) في ( معجم البلدان) وقد جاءت مرات في أشعار ذي الرمة ( 77-117هـ) ، وهو من شعراء العصر الأموي في أثناء خلافة عبدالملك بن مروان حين هجا أهلها لحاجة في نفسه، وقد نسبها في ذلك الشعر إلى إمرئ القيس، ولم يبين أنه ابن زيد مناة بن تميم فسكت عنه، لأنه معروف عند الناس وليس المقصود غيره في ذلك الوقت، وبلاد الوشم بأكملها مساكن بني تميم كما سلف ذكره. وجاء في تاريخ حمد بن لعبون: «ومن تميم أيضاً بنو امرئ القيس بن زيد مناة الشاعر، ومنهم هشام الذي كان يهجوه ذو الرمة. قال الحرماز : مر جرير بذي الرمة فقال ياغيلان أنشدني ما قلت في المرئي، فأنشده أبياتاً مطلعها:
- وخلاصة ما سبق أن امرأ القيس الكندي ليس له أي صلة «بمرات» وعلماء المنازل والديار القدماء لم يذكر أحد منهم أن المقصود هو الكندي، وقد ثبت أن المقصود امرؤ القيس التميمي، ومعظم مؤرخي عصرنا أكدوا هذا كالبليهد، والجاسر، وابن خميس، وسعد الجنيدل، والدكتور محمد الشويعر في كتاباتهم وبحوثهم عن مرات.

وقد تضاربت الكتابات في كيفية كتابة مرات بالتاء المربوطة (مراة) أو بالتاء المفتوحة (مرات)، ففي معجم البلدان كتبت (مَرْأة) بلفظ الواحدة من النساء. يقول الشاعر عمارة بن عقيل وهو من بني تميم:
ورأي يقول: إن (مرات) أصلها (مرآة الوشم) فكأن من يراها من مشارقها يرى بلاد الوشم. ورأي آخر يعلل تسميتها بـ (مرآة الوشم)؛ لأنها أولى قرى الوشم للمسافر من الرياض إلى الحجاز. وقد يكون لفظ (مرات) بالتاء المفتوحة مأخوذاً من اسم (المروت) القريبة من(مرات) وتقع غربها. فقد قال ابن منظور: إن المرات والمروت الأرض التي لا كلأ فيها وإن مطرت، والجمع (أمرات) و(مروت).
ووردت برسم (مرات) في القاموس المحيط من المروت وهي الأرض التي لا نبات فيها، وكثيرة الرمال المتحركة. ويوجد الآن وثائق وصكوك عند بعض الأهالي منذ أكثر من مئتي عام رسمت فيها بلفظ (مراة)، كما أن جميع الكتب القديمة ومكاتبات الأهالي وأختام الدوائر الحكومية القديمة بهذا اللفظ نفسه.
وورد في بعض كتب التاريخ القديمة كتابتها بتاء مربوطة، وهي الآن بتاء مفتوحة لأنها مرت كغيرها من المدن التي تغيرت صورة كتابتها ولفظها على مراحل مع الزمن، ومثال ذلك «سامراء» مدينة بالعراق، كان اسمها في زمن المعتصم بالله بلفظ (سر من رأى)، ثم في وقت آخر تحول اسمها إلى لفظ (ساء من رأى)، ثم تحولت لفظاً ورسماً إلى (سامراء)، ومدينة (مرات) مرت بمراحل هي الأخرى (مرأة - مرآة - مراة - مرات).
وللبلدة قديما بابان فقط:
- باب البر، وهو المخرج خارج البلدة إلى البر، ويقع شرق شمال البلدة.
- باب النقيب، جنوب البلدة للخروج معه إلى مزارع ونخيل البلدة.

أما النقبة في السور شرق مرات القديم، والنيفية غربا فهما حديثتان جدا بعدما أمن الأهالي وتوطد حكم الملك عبد العزيز، ثم بعد ذلك خرج الأهالي للبناء خارج السور مثل النيفية والقصيبة والمريبيع والسدرة والمقبرة شرق الغدير.

## الأمراء
تولى إمارة مرات عدة أشخاص منهم:
- عبدالرحمن بن حمد الدايل حتى 1339 هـ.
- ابراهيم بن عبدالرحمن الدايل حتى 1359 هـ.
- حمد بن محمد المدبل حتى 1360 هـ.
- محمد بن هديان حتى 1362 هـ.
- حسن العمران حتى 1364 هـ.
- عساف بن حسين العساف حتى 1397 هـ.
- سليمان بن علي العساف حتى 1400 هـ.
- عبدالعزيز الجرباء حتى 1409 هـ.
- عبدالرحمن الدهمش.